# ふっくりんこ
ふっくりんこは、イネの品種の1つ。北海道立道南農業試験場（現・北海道立総合研究機構農業研究本部道南農業試験場）が、寒さに強い「ほしのゆめ」と、美味しいといわれる米国品種「国宝ローズ」を祖先に持つ系統「空系90242B」とを交配させ開発した品種で、「きらら397」などの他の道産米に比べ、粘りと柔らかさがあるのが特徴である。2003年（平成15年）に北海道の優良品種認定を受けている。品種名は、ひと粒ひと粒がふっくらとした様子をイメージしている。

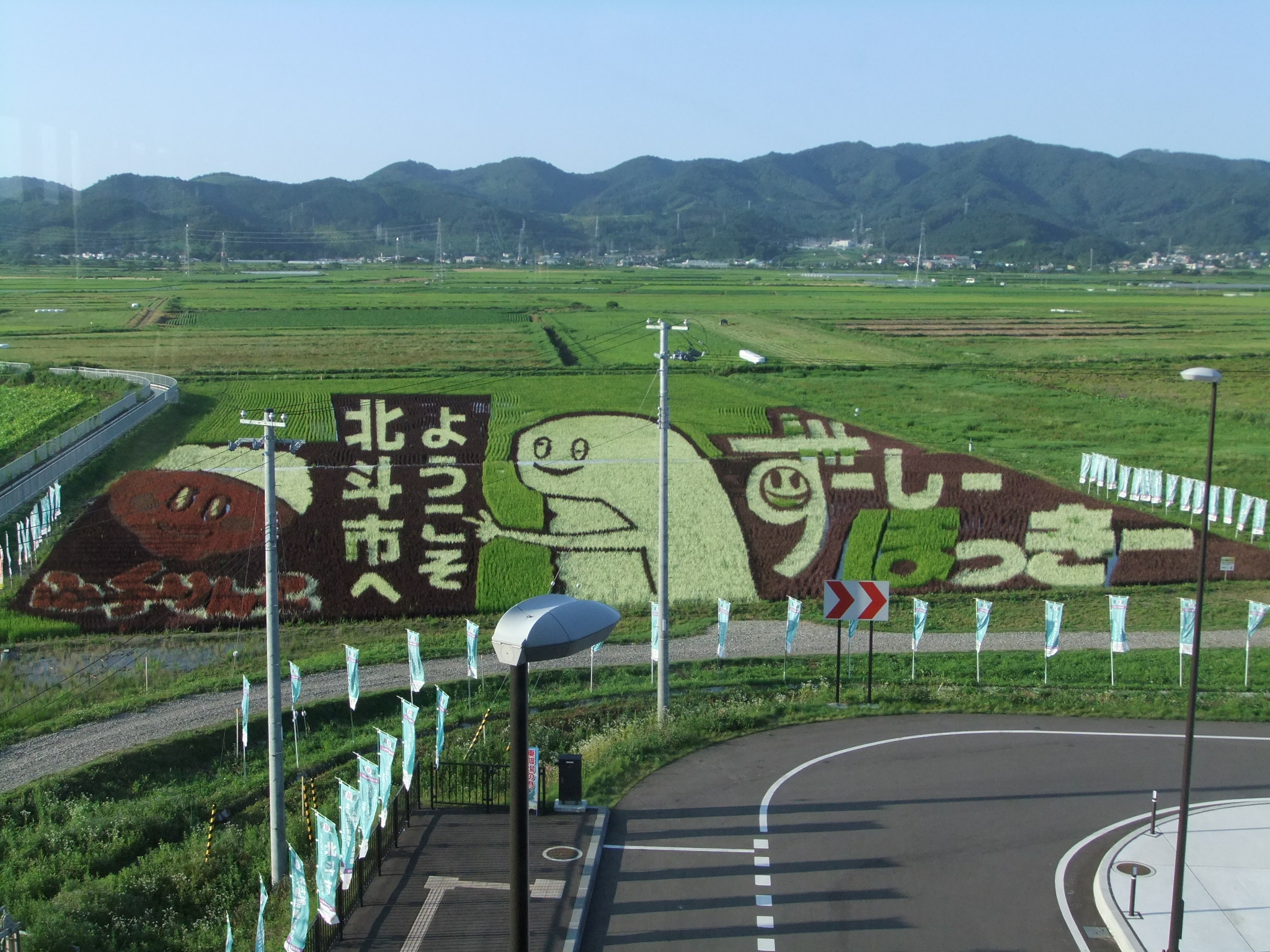
新函館北斗駅北口方面より眺めた、ふっくりんことずーしーほっきーをモチーフにした田んぼアート（2016年8月）

北海道のうるち米としては珍しい晩生品種で、現行の優良品種の中では唯一の晩生品種でもある。
2018年（平成30年）の北海道内における作付面積は6,374haで、道内では「ななつぼし」「ゆめぴりか」「きらら397」に次ぐ第4位と、徐々に作付を増やしている。品質維持と安定供給のため、産地を道南と空知の一部に限定しており、4地区の生産者組合で構成する「ふっくりんこ産地サミット推進協議会」が定める品質基準をクリアしたものには、「ふっくりんこ産地サミット公認マーク」が付される。